# Taphioporus
Taphioporus — вимерлий рід листоїдів підродини Eumolpinae. Відомий з балтійського та рівненського бурштину верхнього еоцену.
Родова назва є поєднанням родових імен Тафій (стара назва Патій) та Клеопор.

## Види
- † Taphioporus balticus Moseyko & Kirejtshuk, 2013[1]
- † Taphioporus carsteni Bukejs & Moseyko, 2015[2]
- † Taphioporus rovnoi Moseyko & Perkovsky, 2015[3]
- † Taphioporus rufous Bukejs & Moseyko, 2015[2]